# Al-Mutamid (Abbasside)
Pour les articles homonymes, voir Al-Mutamid.
 (janvier 2020).
Abû al-`Abbâs “Al-Mu`tamid bi-llah” Ahmad ben Ja`far al-Mutawakkil ou simplement Al-Mu`tamid, est né dans les environs de 842. Il devient le quinzième calife abbasside de Bagdad en 870. Il est le troisième fils de Ja`far al-Mutawakkil à monter sur le trône. Il a succédé à son cousin Al-Muhtadi. Il est mort en octobre 892. C’est le fils de son frère Al-Muwaffaq qui lui a succédé sous le nom d’Al-Mu`tadid. Son règne est marqué par une stabilisation de l'empire du point de vue interne avec la fin de la révolte des esclaves du Zanj ainsi que de l'anarchie qui régnait dans la capitale à Samarra.

## Biographie
À la mort d’Al-Muhtadi, les courtisans sortirent de son isolement à Samarra le fils le plus âgé parmi les survivants de  Ja`far al-Mutawakkil. Mûsâ ben Bogha qui avait été du côté des kharidjites, est rapidement revenu à la cour, devenant même un fidèle serviteur d’Al-Mu`tadid il a été le protecteur du fils du calife, désigné comme héritier de la partie occidentale de l’empire.

### Al-Muwaffaq
Au cours de la révolte des Zanj, Al-Mu`tamid a demandé l’aide de son frère Al-Muwaffaq (869). Relevé de ses fonctions de gouverneur de Médine, Al-Muwaffaq a pris les rênes du pouvoir. Il les a gardées jusqu’à sa mort peu de temps avant celle d’Al-Mu`tamid lui-même.

#### La révolte des Zanj
La révolte des Zanj, commencée en 868, menaçait Bagdad. Al-Muwaffaq et son fils Al-Mu`tadid partent en campagne pour remettre de l’ordre dans l’empire. En 883 la révolte des Zanj, au sud de l'Irak, est terminée. Le contrôle des provinces est renforcé.

#### La lutte contre les Toulounides
L’émir toulounide d’Égypte Ahmad Ibn Touloun a profité de la mobilisation contre les Zanj et des avancées byzantines en Anatolie pour conquérir la Syrie et une partie du nord de l’Irak sous le prétexte de défendre l’empire.
Ahmad Ibn Touloun vit une occasion d’accroitre son pouvoir dans l'éloignement d'Al-Muwaffaq. Il a proposé au calife auquel il ne restait plus que l’ombre du pouvoir, sa protection contre son frère Al-Muwaffaq. Le calife irait en Égypte pour se mettre en sécurité sous la protection de son fidèle vassal. Ahmad ben Touloun avait compté sans la vigilance d’Al-Muwaffak. Ce dernier en apprenant le complot a fait saisir le calife  Al-Mu`'tamid, et l’a fait emmener enchaîné à Samarra (882).
Al-Muwaffaq souffrait de plus en plus d'éléphantiasis, son fils Al-Muʿtadid a peu à peu  pris en charge ses fonctions à partir de 889. Al-Muwaffaq est mort en juin 891.

### Fin du règne
En 889, al-Mutamid est tombé avec son fils, Abu'l-Abbas, pour des raisons qui ne sont pas claires, et le fit après emprisonnée  Al-Muwaffaq aurait ensuite les deux années suivantes en campagne au Jibal.
Al-Mu`tamid ne reprend pas le pouvoir que lui avait pris Al-Muwaffak et il a même été contraint de déposséder son fils du titre de successeur présomptif, pour l'attribuer à Al-Muʿtadid.
Al-Mu`tamid est mort en octobre 892 après une nuit de beuverie qui l'a laissé ivre-mort.

## Bibliothèque
- (ar)  العباسيون/بنو العباس في بغداد
- (en) The Caliphate, its rise, decline and fall, by William Muir Chapter LXX, Al-Mo'tamid and Al-Muwaffak—Zenj rebellion—Saffarids—Tulunid Dynasty
- Janine et Dominique Sourdel, Dictionnaire historique de l'islam, Éd. PUF,  (ISBN 978-2-13-054536-1)